# Бушвельдський комплекс

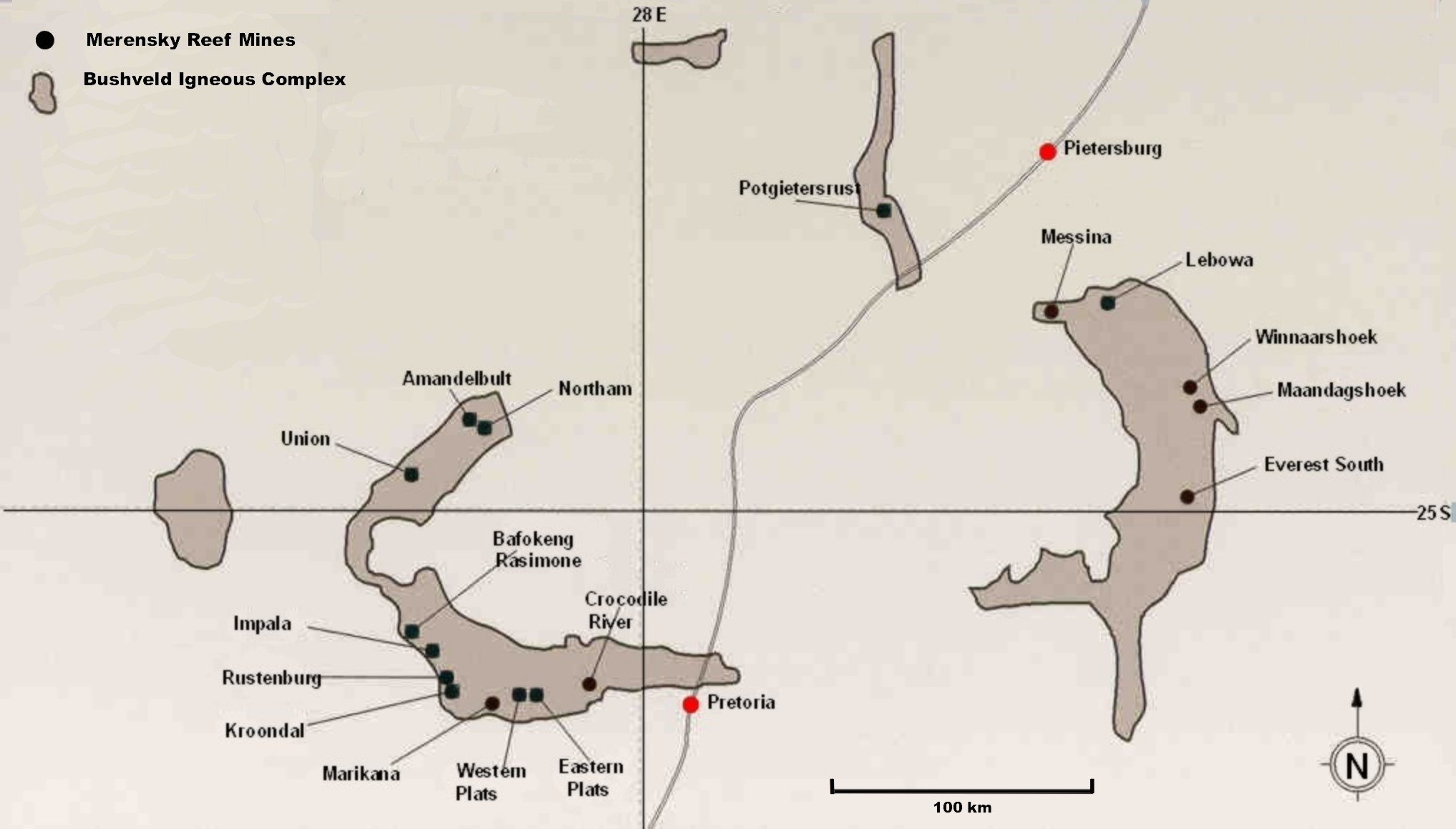
Bushveld Igneous Complex Mines

Бушвельдський комплекс (англ. Bushveld) — найбільший на Землі плутон, складений рудоносними породами. Займає площу 67 тис. км². Розташований в ПАР (провінція Трансвааль).

## Характеристика
Бушвельдський комплекс — блюдцеподібне тіло (лополіт) з падінням складаючих його «шарів» (горизонтів) під кутом 15-30° до центру масиву. Половина площі перекрита молодшими утвореннями — континентальними відкладами (пісковики, сланці з підлеглими товщами вулканічних порід) системи Карру — від верхнього карбону до верхнього тріасу.
Породи і руди Бушвельдського комплексу утворилися в протерозої. Найбагатші магматичні рудні родовища приурочені до розшарованої серії (інтрузиву). З нею асоціюють найбільші у світі родовища руд металів платинової групи (встановлені запаси до глибини 600 м — 62,5 тис. т), хромових руд (запаси понад 3 млрд т до глиб. 300 м), залізо-титан-ванадієвих руд (запаси 4-6 млрд т), попутні платиновим металам унікальні за запасами родовища золота (1100 т) і сульфідних мідно-нікелевих руд (запаси по металу відповідно 23 млн і 10 млн т), магнезиту (10 млн т) та невеликі родовища сульфідних мідно-нікелевих руд.
Товща порід розшарованої серії має загальну потужність близько 8 км і складена внизу дунітами, перидотитами і піроксенітами, вгорі — норитами, габро, анортозитами, феродіоритами. З бушвельдським гранітом і кислими породами покрівлі Бушвельдського комплексу пов'язані пегматитові і грейзенові родовища каситериту (близько 40 тис. т олова) і флюориту (31,4 млн т), гідротермальні родовища поліметалічних руд.

## Технологія розробки
Руди добуваються в основному підземним способом.